# Lutz Lötzsch
Lutz Lötzsch (* 16. Juni 1959 in Zwickau) ist ein ehemaliger DDR-Radrennfahrer.

## Sportliche Laufbahn
Lötzsch begann 1970 bei Lok Zwickau mit dem Radsport. 1973 wechselte er zum SC Karl-Marx-Stadt. Erster Übungsleiter und späterer Trainer hier war Roland Krause.
1978 startete der 1,80 m große, damalige Sportstudent zum ersten Mal bei der DDR-Rundfahrt und belegte den 18. Platz in der Gesamtwertung; sein bestes Etappenergebnis war ein sechster Platz. Im gleichen Jahr gewann er den Mecsek-Cup, ein Etappenrennen in Ungarn. 1979 wurde Lötzsch Dritter der Oder-Rundfahrt, 14. der DDR-Meisterschaft, 16. der Slowakei-Rundfahrt und belegte den vierten Platz bei der CIBO-Tour in Rumänien, sowie Platz 17. bei der DDR-Rundfahrt.
1980 gewann er eine Etappe bei der Kuba-Rundfahrt (57. im Gesamtklassement), wurde 27. bei der Tour du Vaucluse, Sechster der DDR-Rundfahrt, gewann Rund um Langenau, das Bergzeitfahren Erdmannsdorf-Augustusburg und zum zweiten Mal den Mecsek-Cup. Bei letzterem gelang ihm ein Etappensieg im Bergzeitfahren. Im selben Jahr gab Lötzsch sein Debüt bei der Internationalen Friedensfahrt. Hier belegte er im Gesamtklassement den 25. Platz und erreichte beim Einzelzeitfahren hinter Olaf Ludwig den zweiten Platz.
Zum Saisonauftakt 1981 startete Lötzsch bei der Kuba-Rundfahrt. Er gewann eine Etappe und belegte Platz 25 in der Gesamtwertung. Im April nahm er an der Niedersachsen-Rundfahrt teil und belegte den 17. Rang in der Gesamtwertung. Es folgte seine zweite Friedensfahrtteilnahme. Er beendete sie mit gut 20 Minuten Rückstand zum Gesamtsieger Schachid Sagretdinow auf dem 12. Platz. Ende Juni gewann Lötzsch die DDR-Rundfahrt vor Thomas Barth und Hans-Joachim Hartnick und holte dabei einen Etappensieg. Im gleichen Jahr wurde er DDR-Meister im Bergzeitfahren und Dritter der DDR-Titelkämpfe im Mannschaftszeitfahren. Außerdem gewann Lötzsch zum dritten Mal den Mecsek-Cup. Auch im international stark besetzten Tribüne Bergpreis konnte er sich durchsetzen. Bei der Weltmeisterschaft wurde er 67. im Einzelrennen.
1982 nahm Lötzsch zum dritten Mal an der Friedensfahrt teil, beendete sie auf einem sechsten Platz im Einzelklassement und gewann mit der DDR-Mannschaft das Blaue Trikot der Mannschaftswertung (17. der Einzelwertung). Zwei Etappensiege beim Rumänien-Cup verbuchte er ebenfalls für sich. Weiterhin wurde er 11. der Rheinland-Pfalz-Rundfahrt und 17. der DDR-Rundfahrt.
1983 errang er einen weiteren Etappensieg beim Mescek-Cup Er wurde 4. der DDR-Rundfahrt, 9. der Marocko-Rundfahrt, 10. der Rheinland-Pfalz-Rundfahrt, 18 der Kuba-Rundfahrt. 1984 konnte er eine Etappe der DDR-Rundfahrt für sich entscheiden. Er beendete die Kuba-Rundfahrt als 4. und die Friedensfahrt als 32 1985 konnte er eine Etappe der Grand Prix Guillaume Tell gewinnen, die er auf Platz 4 beendete. Bei der DDR-Rundfahrt wurde er 5. 1986 folgte ein 3. Gesamtrang bei der DDR-Rundfahrt 1987 dort der 36. Platz und der 10. bei der Bulgarien-Rundfahrt. In seinem letzten aktiven Jahr 1988 siegte er bei der Erzgebirgs-Rundfahrt und wurde nochmals 2. beim Mescek-Cup.

## Berufliches
Nach seiner radsportlichen Karriere wurde er Mechaniker in der Sektion Radsport seines Vereines.